# Serie 2050 de CP
Las series 2050 y 2080 de Comboios de Portugal son automotores eléctricos de características similares a los 2000 excepto a la puerta frontal y a los interiores, más modernos.
Las cajas ha sido realizada mediante chapa de acero inoxidable Budd por el fabricante Sorefame que tiene la licencia del fabricante americano. Los boges motores son fabricados por Alstom, los de las remolques por Shindler-Linke Hoffman. Las firmas Brown-Boveri, BBC, AEG y Alsthom fabrican las partes eléctricas.
Son automotores de cercanías, previstos por la explotación de la línea de Sintra. Algunas de sus máquinas han sido vendidas a Argentina, de la misma forma que se hizo con la serie 2000.

## Características técnicas
Partes Mecánicas (fabricante): Sorefame
Año de Entrada en Servicio: 1957
Velocidad Máxima: 90 km/h
Motores de Tracción (fabricante): Groupment D'electrification
Potencia (ruedas): 1333 kW (1810 Cv)
Ancho de Via: 1668 mm
Disposición de ejes: Bo' Bo' +2´2´+2´2´
Transmisión (fabricante): Siemens / AEG / Oerlinkon
Freno (fabricante): Jourdain Monneret
Tipo de locomotora (constructor): U. T. Y.
Diámetro de ruedas (nuevas): motor: 1000 mm; remolques: 840 mm
Número de cabinas de conducción: 2
Freno automático: aire comprimido
Areneros (número): 8
Sistema de hombre muerto: Oerlikon / SITA
Comando en unidades múltiples: Hasta 3 U. T. Y.s
Lubrificadores de verdugos (fabricante): no tiene
Registrador de velocidad (fabricante): Hasler
Esfuerzo de tracción:
- En el arranque: 11 650 kg
- En el reg. cont.: 6700 kg
- Velocidad correspondiente a régimen continuo: 70 km/h
- Esfuerzo de tracción a velocidad máxima: 4400 kg

Pesos (vacío) (Tm):
- Transformador: 4,4
- Motor de tracción: 1,500
- Bogies (motor): 11,5
- Bogies (libres): 4,5

Pesos (aprovisionamientos) (Tm):
- Aceite del transformador: 0,800
- Arena: 0,300
- Personal y herramientas: 0,200
- Agua de WC: 0,900
- Total: 2,200

Equipamiento Eléctrico de Tracción:
- Transformador:
- Constructor: BBC
- Potencia total: 1000 kVA
- Graduador:
- Constructor y tipo: AEG - ENW 22 F2

Transmisión de movimiento:
- Tipo: OSA 750
- Potencia en régimen continuo: 4 x 250 = 1000 kW
- Potencia en régimen unihorario: 4 x 275 = 1100 kW
- Características Esenciales: Totalmente suspendido; Ventilación forzada; Monofásico con colector 50 Hz; Relación de Transmisión 80:21

Equipamiento de aporte eléctrico:
- Constructor: Groupement
- Características esenciales: por resistencias tubulares